# Winkelcentrum Nieuwe Brink

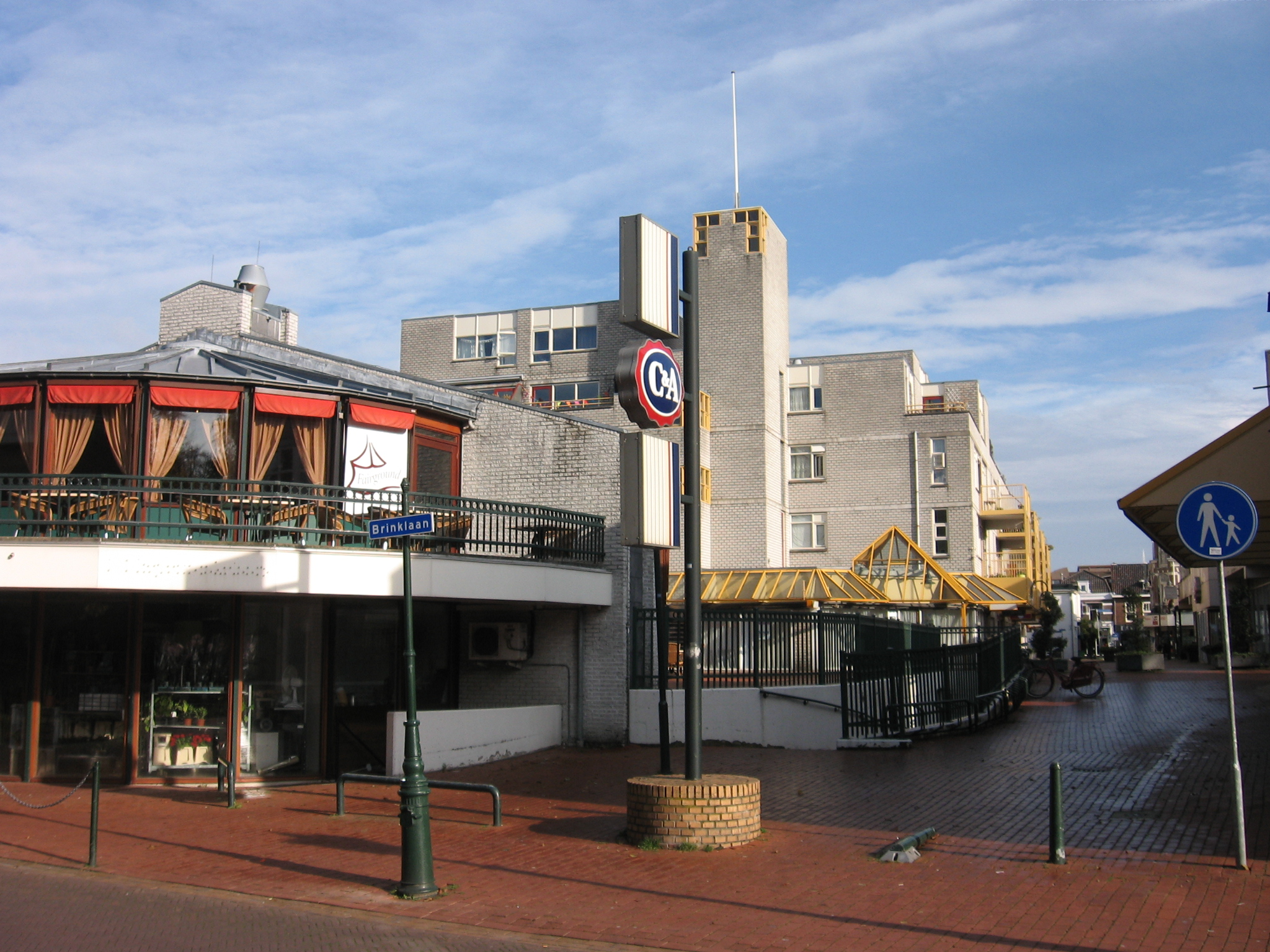
Winkelcentrum Nieuwe Brink vanaf de Brinklaan

Winkelcentrum Nieuwe Brink is een winkelcentrum in het centrum van de Noord-Hollandse plaats Bussum. Het complex werd in 1986 opgeleverd. Onder het winkelcentrum (circa 20 winkels) bevindt zich een publieke parkeergarage.
Het bronzen beeld Dame die een hoed past (Ek van Zanten) bevindt zich op het pleintje voor de winkels, verderop staan nog enkele beelden.

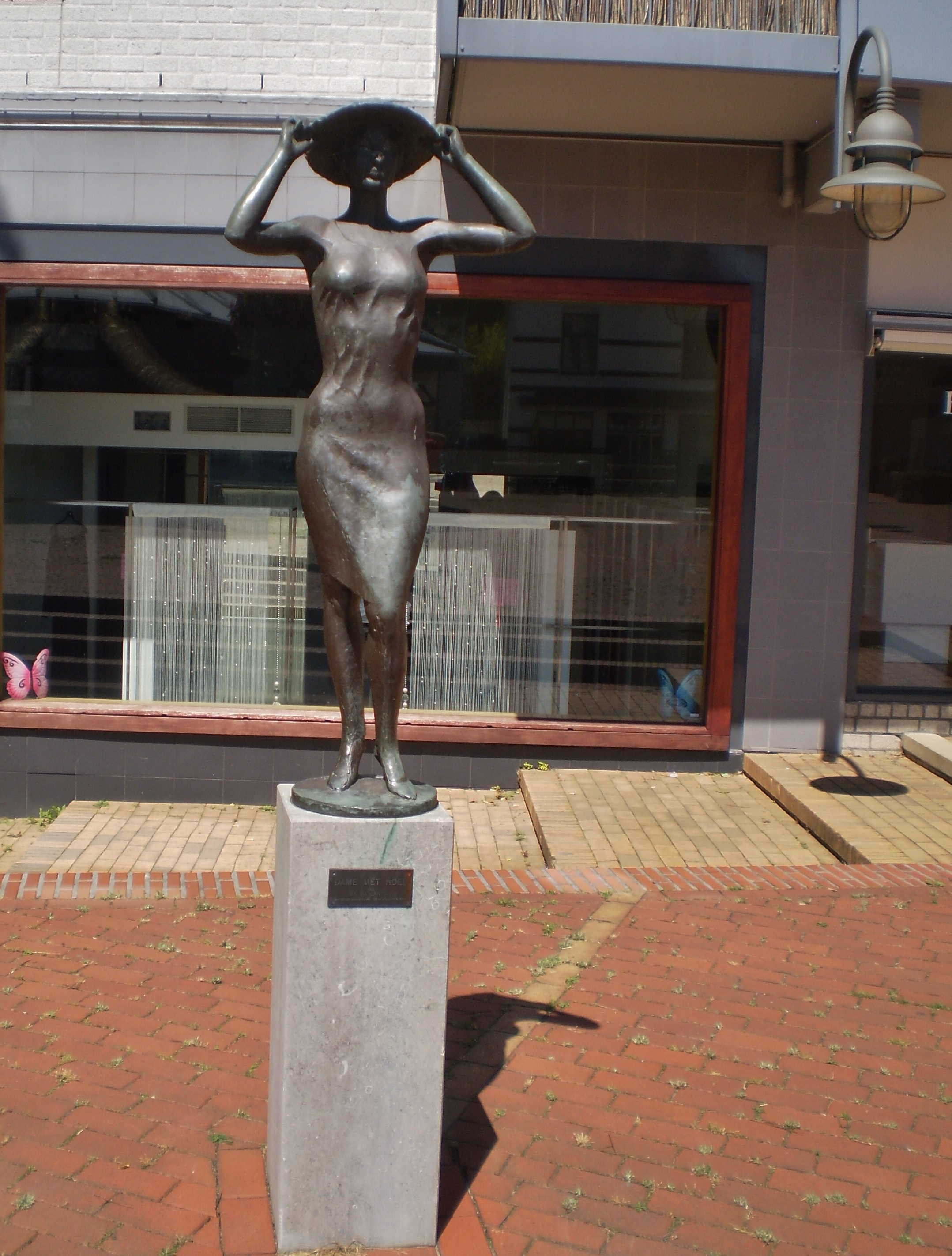
Beeld Dame met hoed
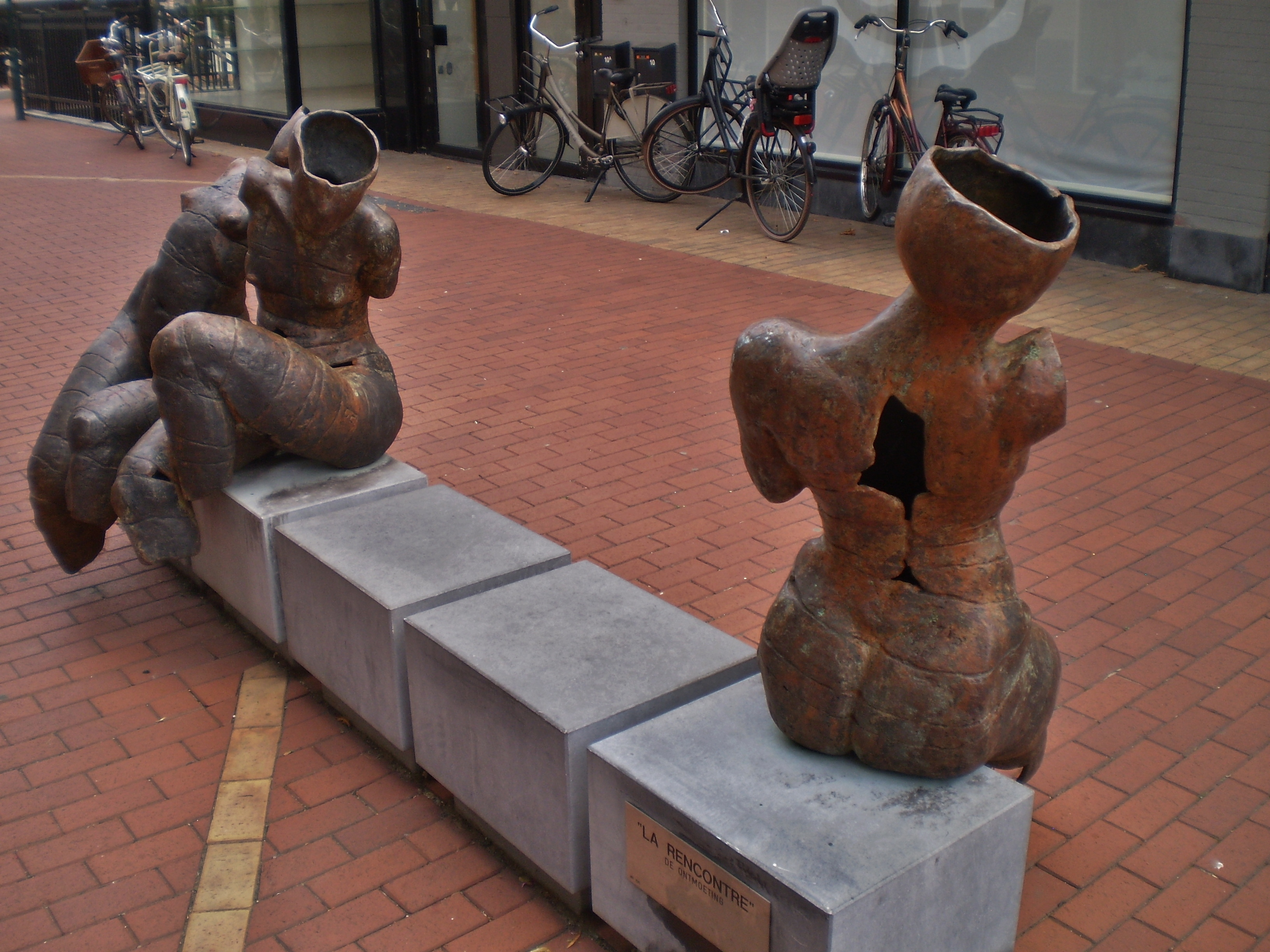
La Rencontre
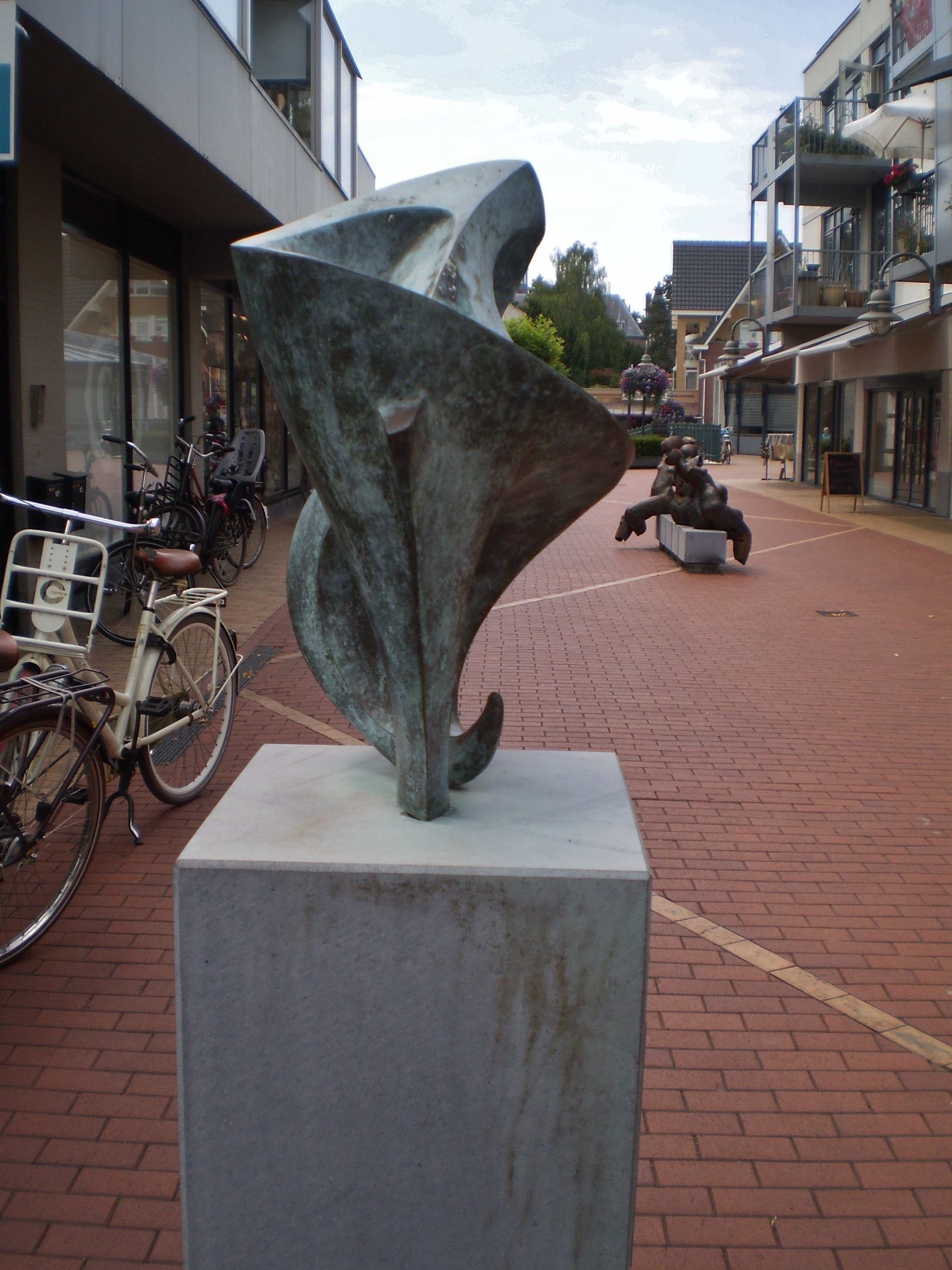
Elengance